# Característica suprasegmental
Una característica suprasegmental o prosódica es una característica del habla que afecta a un segmento más largo que el fonema, tales como el acento, la entonación, el ritmo, la duración y otros. El término suprasegmental implica la existencia de elementos que recaen sobre más de un segmento a la vez. Los suprasegmentales resultan de una utilización particular de recursos del aparato fonatorio. 

## Ejemplos
El acento prosódico y la entonación son dos ejemplos de elementos suprasegmentales importantes en muchas lenguas. Para ilustrarlo conviene acudir a un par de ejemplos tomados del español:
1. la palabra médico, tiene tres sílabas, pero una de ellas mé- se articula con una combinación de tono, intensidad y duración que la hacen prominente. Esta prominencia fonética en español equivale a que esa combinación de rasgos fonéticos es distintiva y se dice que la sílaba mé- posee un elemento fonológico suprasegmental que se conoce acento prosódico (que no es simple de describir en términos puramente acústicos).
2. si se integra la palabra médico en una oración como:

hay que llamar al médico.
se aprecia además que existe una determinada inflexión de la voz, más exactamente una variación de la frecuencia fundamental de la voz que se regula en parte mediante la tensión muscular de las cuerdas vocales. Esa otra característica fonética es otro ejemplo de elemento suprasegmental conocido como entonación.

## Fenómenos suprasegmentales y prosódicos
Los elementos suprasegmentales transmiten información contenida en el habla que no está contenida en los fonemas.

### La entonación
El término entonación se refiere a las variaciones de la frecuencia fundamental de vibración de las cuerdas vocales, esta frecuencia se ajusta mediante la tensión muscular que se aplica a las cuerdas vocales. Así un hablante controla la entonación aplicando mayor o menor tensión a las cuerdas vocálicas, lo cual le permite enfatizar más unas partes de la oración u otras o darle un contorno de sorpresa o de interrogación mediante la tensión muscular.

### El acento
El acento se deriva esencialmente de una variación de la fuerza articulatoria, por tanto, ésta señala la mayor intensidad de voz que lleva una sílaba en cada palabra y que sólo se nota por medio del oído.  Todas las palabras (menos la monosílabas) tienen una sílaba que pronunciamos con mayor fuerza que las otras. A ese mayor grado de fuerza le llamamos acento fonético.

### El ritmo
En fonética, el ritmo es el sentido de movimiento en el habla, marcado por el acento, el tiempo y la cantidad de sílabas.

### Otros ejemplos
En algunas lenguas existen elementos suprasegmentales adicionales como el tono (diferente de la entonación) e incluso rasgos que en español suelen ser rasgos subfonémicos (y por tanto acotados a un fonema o secuencia de fonemas consecutivos) como la nasalidad. Por ejemplo en idioma terêna la posesión gramatical en primera persona (así como la primera persona en la flexión verbal) se expresa haciendo que toda la palabra o una secuencia inicial de la misma se articule con el rasgo [+nasal]:
e'moʔu, "su palabra" - ẽ'mõʔũ, "mi palabra"
'ayo, "su hermano (de él)" - 'ãỹõ, "mi hermano"
'owoku, "su casa (de él)" - 'õw̃õŋgu, "mi casa"
a'hyaʔaʃo, "[él] desea" - ã'nʒaʔaʃo, "deseo"
iwaʔiʃo, "[él] cabalga" - ĩw̃ãʔĩnʒo, "cabalgo"
- Datos: Q2368268